# Seyssel (Haute-Savoie)
Seyssel egy település Franciaországban, Haute-Savoie megyében. Lakosainak száma 2327 fő (2022. január 1.). Seyssel Anglefort, Corbonod, Seyssel, Motz, Bassy, Desingy, Droisy, Usinens és Vallières-sur-Fier községekkel határos.
A Rhône folyó bal (keleti) partján fekszik.

## Népesség
A település népessége az elmúlt években az alábbi módon változott:
| Lakosok száma | 2276 | 2290 | 2386 | 2325 | 2336 | 2351 | 2353 | 2342 | 2327 |
|               | 2013 | 2015 | 2016 | 2017 | 2018 | 2019 | 2020 | 2021 | 2022 |